# Радио-телевизија Источно Сарајево
Радио-телевизија Источно Сарајево (РТВИС) је медијска кућа, телевизијска и радио станица са сједиштем у Источном Сарајеву. РТВИС је медиј локалног карактера, јер је идејно и тематски посвећен првенствено гледаоцима града Источно Сарајево. Почела је са емитовањем телевизијског програма 5. августа 2021. године. Сједиште ове ТВ станице налази се у улици Јована Јоце Елека 1 у Палама.

## Покривеност
Ова ТВ станица свакодневно емитује 24 сати телевизијског програма на подручју општина града Источног Сарајева: општина Источно Ново Сарајево, општина Источна Илиџа, општина Пале, општина Хан Пијесак и општина Соколац.
Терестријално се може гледати на подручју цијеле БиХ путем MUX D у DVB-T2 систему.

## Телевизијски програм
Највећу пажњу гледаоца из Источног Сарајева привлаче емисије РТВИС: 
- Сеоским Сокацима
- Привредник
- Пулс града
- Актуелно
- Источна Трибина
- Репортажни запис
- Оком Камере
- Специјал

### Историја
Ондашњи „Радио Српско Сарајево“ је кренуо са радом 1. маја 1997. године по званичној одлуци Скупштине града Српско Сарајево. Радио-станица „Радио Српско Сарајево“ настала је 1997. године удруживањем двије локалне радио-станице — „Српски радио Грбавица“ и „Радио Српска Илиџа“ — које су радиле у периоду између 1992—1996. године, на подручју Грбавице и Српске Илиџе, у тадашњем оквиру граница Републике Српске и града Српско Сарајево. Након потписивања Дејтонског споразума крајем 1995. године, читаво становништво Грбавице, Илиџе, Хаџића, Вогошће, и других области се почетком 1996. године исељава заједно са локалним радио-станицама на смањено подручје ондашњег Српског Сарајева, односно данашњег Источног Сарајева. Садашњи назив, Радио Источно Сарајево РИС, добија након 27. јула 2005. године.
Председник Републике Српске је својим указом 13. маја 2002. године одликовао „Радио Српско Сарајево“ за досадашње заслуге Орденом Његоша првог реда.
12. септембра 2008 почела је са радом Телевизија Источно Сарајево.
Она је отишла у стечај 2015. Године.
Одлуком Скупштине Града Источнo Сарајево бр. 01-013-29.15/19 од 26.07.2019. године, дата је сагласност ЈП „Градски радио“ д.о.о. за куповину 100% удјела у оснивачком капиталу привредног друштва „Медиа маркет“ д.о.о. Пале – Телевизија ОСМ.  ЈП „Градски радио“ д.о.о. је са оснивачем друштва „Медиа маркет“ д.о.о. Пале закључило Уговор о купопродаји пословних удјела и обавило остале радње неопходне за реализацију наведене инвестиције, као и регистрацију промјене власништва код надлежног регистарског суда. Рјешењем Окружног привредног суда у Источном Сарајеву бр. 061-0-Рег-19-001064 од 15.01.2020. године, ЈП „Градски радио“ д.о.о уписан је као власник 100% удјела у привредном друштву „Медиа маркет“ д.о.о. Пале – Телевизија ОСМ, чиме је званично окончан процес трансформације власништва над овим субјектом. Рјешењем о регистрацији број 061-0-Рег.20-000319 од 23.9.2020. године извршена је статусна промјена – припајања у зависном предузећу „Медиа Маркет“ д.о.о. Пале којом се исто припојило ЈП „Градски радио“ д.о.о и престало да постоји, а све то довело је до  формирања јединственог предузећа и градског радиотелевизијског сервиса ЈП „Градска радио-телевизија“ д.о.о. Источно Сарајево. Чланом 24. Статута ЈП „Градскa радио-телевизија“ д.о.о. Источно Сарајево одређено је да Предузећем управља оснивач као власник капитала путем Скупштине, Надзорног одбора и Управе.

### Уређивачке редакције
У саставу радио-станице дјелује више урађивачких редакција: 
- Редакција информативног програма
- Редакција културно-забавног програма
- Редакција музичког програма
- Редакција спортског програма
- Редакција омладинског програма
- Редакција дјечјег програма